# Heterusia separata
Heterusia separata är en fjärilsart som beskrevs av W. Warren 1907. Heterusia separata ingår i släktet Heterusia och familjen mätare. Inga underarter finns listade i Catalogue of Life.